# Affaire d'abandon d'enfants à Sugamo

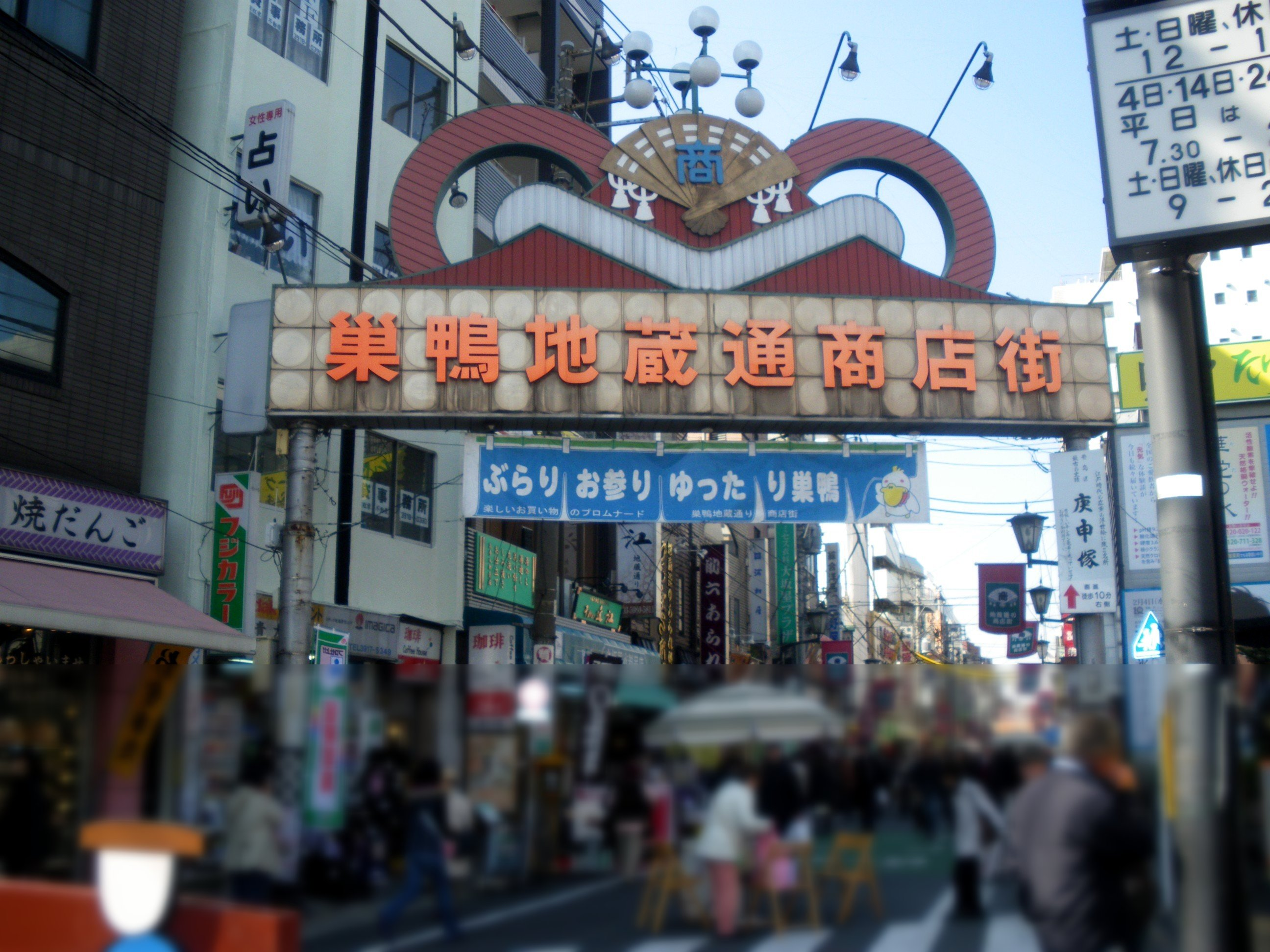
Sugamo, ville où les enfants ont été abandonnés.

L'affaire de l'abandon des enfants à Sugamo (巣鴨子供置き去り事件, Sugamo kodomo okizari jiken) est un incident qui a eu lieu le 14 avril 1988 dans le quartier de Sugamo, situé dans l'arrondissement de Toshima, à Tokyo, au Japon. Largement couvert par les médias japonais et internationaux, il a également servi de base au film dramatique Nobody Knows sorti en 2004.
L'incident impliquait une mère qui avait abandonné ses cinq enfants mineurs dont les noms n'avaient jamais été dévoilés, mais simplement appelés « enfants A, B, C, D et E ».

## Histoire
L'« enfant A », un garçon, est né en 1973 ; « enfant B », une fille, en 1981, « enfant C », un autre garçon, est décédé peu après sa naissance en 1984 et les « enfants D et E » sont nés respectivement en 1985 et 1986, et sont respectivement une fille et un garçon. Tous les enfants venaient de pères différents. Bien que cela ne soit pas clair, il semble qu'en plus de l'« enfant A », plusieurs (peut-être tous) d'autres enfants n'étaient pas enregistrés. Aucun des enfants n'allait à l'école. À l'automne 1987, après avoir rencontré un nouveau petit ami, la mère a confié à l'« enfant A » la responsabilité de ses cadets, lui laissant 50 000 ¥ (environ 325,24 € pour l'époque) pour subvenir à leurs besoins dans leur appartement de Tokyo.

## Découverte
Le 14 avril 1988, le plus jeune, « enfant E », est agressé par des amis de l'enfant A (connus uniquement sous le nom d'« ami A » et « ami B ») et succombe à ses blessures. Le 17 juillet de la même année, après un appel du propriétaire, les policiers de Sugamo entrent dans l'appartement et découvrent l'« enfant A » (alors 14 ans), l'« enfant B » (7 ans) et l'« enfant D » (3 ans) souffrant de malnutrition sévère. Ils trouvent également le corps de l'« enfant C » mais pas de l'« enfant E ». Les informations fournies par les enfants étaient vagues. Il a été déterminé que la malnutrition était causée en partie par le régime alimentaire des enfants, qui consistait en grande partie d'aliments achetés dans des konbinis.
À la suite de la couverture médiatique de l'incident, la mère s'est rendue le 23 juillet à la police. Son témoignage a révélé que les enfants étaient seuls depuis environ neuf mois et que l'on ignorait où se trouvait l'« enfant E ». Le 25 juillet, le témoignage de l'« enfant A » a révélé que l'« enfant E » avait été tué par l'« ami B » de l'« enfant A » et que son corps avait été enterré dans un bois à Chichibu par l'« enfant A » et l'« ami A ». L'« ami A » et l'« ami B » ont été envoyés dans une maison pour mineurs pour leur implication dans la mort de l'« enfant E ».
En août 1988, la mère est mise en examen pour abandon d'enfant. Elle a été condamnée à quatre ans de prison dont un an avec sursis. Bien que l'« enfant A » n'était probablement pas présent au moment de la mort de sa sœur, il a aidé l'« ami A » à enterrer le corps de l'« enfant E » ; il a été mis en examen pour abandon de corps mais compte tenu des circonstances, il a été renvoyé dans un établissement de soins. Après sa peine de prison, la mère a retrouvé la garde de deux filles.

## Adaptation cinématographique
Le film de 2004 Nobody Knows, réalisé par Hirokazu Kore-eda, présente un récit fictif de l'incident avec divers détails modifiés.